# 基里爾·尼科洛夫斯基
基里爾·尼科洛夫斯基（1988年6月9日—），北馬其頓籃球運動員，現在效力於北馬其頓球隊 Feni Industries。他也代表北馬其頓國家男子籃球隊參賽。